# Hohenbergia lanata
Hohenbergia lanata es una especie de planta fanerógama perteneciente a la familia de las bromeliáceas. Es originaria de Brasil. 

## Taxonomía
Hohenbergia lanata fue descrita por E.Pereira & Moutinho y publicado en Bradea, Boletim do Herbarium Bradeanum 3: 88, 92, 97. 1980.
Etimología
Hohenbergia: nombre genérico otorgado en honor del Príncipe de Württemburg, patrono de los botánicos, conocido como Hohenberg.
lanata: epíteto latíno que significa "lanudo, con lana" 